# Вогневир
«Вогневир» (англ. Flameström) — роман у жанрі українського темного фентезі українського письменника Володимира Кузнєцова. Роман запланований до публікації видавництвом The Will Production зимою–весною 2020 року.

## Синопсис
Рутенія, край багатих міст та прадавніх лісів, зазнає нищівного нападу. З-за східного обрію, з безкраїх степів насувається Навала безжальних воїв, химерних чудовиськ та темних чаклунів, неспинна у прагненні жахливішім навіть за нищення та руйнування. Рутенські князі готуються зустріти цього найстрашнішого з ворогів. Але до того, чи подолані будуть кровна ворожнеча та зрадництво? Чи постануть на допомогу старі спільники та давні суперники? Банди варягів-найманців півночі, лицарські ордени жемайтів з хоругвами, намальованими вовчою кров'ю, охляла, але ще могутня Ромейська держава, сильна золотом та чарами, волелюбні сівергородці, що не визнають над собою ніякої влади… Прадавнє чародійство, духи Праві та Наві, а з ними — чудовиська, повні ненависті до людства.
Нікому не уникнути Вогняного Виру. Від нього не сховатися, не втекти — він затягне у себе, загорне в палаючи обійми. Війна прийшла на нашу землю — війна, дотепер небачена й незнана. Незчисленна орда. Смертоносні машини. Чорні чари. Війна не чує благань. Війна поглинає слабких. Хто наважиться постати на її шляху?

## Видання
| #                | Назва            | Дата публікації      | Формат           | Оправа           | Розміри          | Сторінки         | ISBN             | Примітки                                    |
| Вогневир (2020-) | Вогневир (2020-) | Вогневир (2020-)     | Вогневир (2020-) | Вогневир (2020-) | Вогневир (2020-) | Вогневир (2020-) | Вогневир (2020-) | Вогневир (2020-)                            |
| Незабаром        | Незабаром        | Незабаром            | Незабаром        | Незабаром        | Незабаром        | Незабаром        | Незабаром        | Незабаром                                   |
| ---------------- | ---------------- | -------------------- | ---------------- | ---------------- | ---------------- | ---------------- | ---------------- | ------------------------------------------- |
| 1                | Вогневир         | зима–весна 2020 року | книга            | палітурка        | 176x250 мм       | 200+             | Н/Д              | Наявна суперобкладинка, за передзамовлення. |
| 2                | Н/Д              | Н/Д                  | книга            | Н/Д              | 176x250 мм       | 200+             |                  |                                             |

## Випуск

Суперобкладинка для передзамовників.

31 жовтня 2019 року, під Гелловін, був анонсований перша книга під назвою «Вогневир», випуск якої запланований на зимою–весною 2020 року. Того ж дня стартувало передзамовлення на сторінці книги, з бонусом до неї — ексклюзивна суперобкладинка. Також було повідомлено, що продовження вже знаходить в розробці.